# Кейлоны
Кейло́ны — тканеспецифичные гормоны местного действия — представлены белками или пептидами различной молекулярной массы. Вещества, тормозящие пролиферацию клеток посредством ингибирования синтеза ДНК в клетках-предшественницах. Продуцируются всеми клетками высших организмов. Кейлоны водорастворимы, обладают тканеспецифичностью, но не видоспецифичностью; действуют в поздней G1-фазе клеточного цикла, предотвращая вступление клеток в синтез ДНК, или в поздней G2-фазе, контролируя митотическую активность; действие кейлонов кратковременно и обратимо; они не повреждают клетки или клеточные мембраны. Кратковременность действия кейлонов объясняют присутствием антагонистов-антикейлонов.
Исследованиями кейлонов занимались: Attalloh, Barbason, H.B. Benestad, S. Bertsch, R. Bjerkness, W.S. Bullough, Devik, Elgjo, J.С. Houck, О.H. Iversen, F. Marks, R. Rohrbach, T.Rytömaa, Volm, Маленков, Ю.А. Романов, Ямскова.